# Contea di Ouray
La contea di Ouray (in inglese Ouray County) è una contea dello Stato del Colorado, negli Stati Uniti. La popolazione al censimento del 2000 era di 3 742 abitanti. Il capoluogo di contea è Ouray

## Città e comuni
- Loghill Village
- Ouray
- Ridgway